# Cyrtauchenius bicolor
Cyrtauchenius bicolor är en spindelart som först beskrevs av Simon 1889.  Cyrtauchenius bicolor ingår i släktet Cyrtauchenius och familjen Cyrtaucheniidae.
Artens utbredningsområde är Algeriet. Inga underarter finns listade i Catalogue of Life.